# Rainbow Drops
『Rainbow Drops』（レインボー・ドロップス）は、能登有沙の5枚目のミニアルバム。2013年12月15日にLantisから発売された。

## ハイレゾ版
CDの発売から約1年後、2014年12月20日にハイレゾ版の配信が開始された。
このハイレゾ版はCD版の7曲に加え、StylipSのアルバム『Step One!!』『THE LIGHTNING CELEBRATION』に収録されたソロ曲及びソロエディットバージョンを加え、全12曲のアルバムとなっている。

## タイアップ
3曲目「ほぼ健全少女宣言」は、Webアニメ『今日のあすかショー』の主題歌に起用された。
ハイレゾ版11曲目「Blue Moon Dream」は劇場アニメ『AURA 〜魔竜院光牙最後の闘い〜』のイメージソングに起用された。
ハイレゾ版12曲目「わがままバディー」はブラウザゲーム『My sweet ウマドンナ2 〜ウマすぐ Kiss Me〜』のエンディングテーマに起用された。

## 収録内容
| #         | タイトル                     | 作詞         | 作曲      | 編曲      | 時間  |
| --------- | ---------------------------- | ------------ | --------- | --------- | ----- |
| 1.        | 「Rainbow Drops」(inst.)     | -            | 白戸佑輔  | -         | 1:27  |
| 2.        | 「COLORS」                   | 能登有沙     | 中土智博  | 中土智博  | 4:26  |
| 3.        | 「ほぼ健全少女宣言」         | 畑亜貴       | 若林充    | 若林充    | 3:26  |
| 4.        | 「ミント」                   | きみコ       | きみコ    | 福富雅之  | 5:58  |
| 5.        | 「恋のスライディングゴール」 | 能登有沙     | 増谷賢    | 増谷賢    | 3:35  |
| 6.        | 「NEXT STAGE」               | 能登有沙     | 福富雅之  | 福富雅之  | 4:24  |
| 7.        | 「雨上がりSunny Drops」      | こだまさおり | 高田暁    | 高田暁    | 4:53  |
| 合計時間: | 合計時間:                    | 合計時間:    | 合計時間: | 合計時間: | 28:09 |

| #         | タイトル                     | 作詞         | 作曲      | 編曲      | 時間  |
| --------- | ---------------------------- | ------------ | --------- | --------- | ----- |
| 1.        | 「Rainbow Drops」(inst.)     | -            | 白戸佑輔  | -         | 1:27  |
| 2.        | 「COLORS」                   | 能登有沙     | 中土智博  | 中土智博  | 4:26  |
| 3.        | 「ほぼ健全少女宣言」         | 畑亜貴       | 若林充    | 若林充    | 3:26  |
| 4.        | 「ミント」                   | きみコ       | きみコ    | 福富雅之  | 5:58  |
| 5.        | 「恋のスライディングゴール」 | 能登有沙     | 増谷賢    | 増谷賢    | 3:35  |
| 6.        | 「NEXT STAGE」               | 能登有沙     | 福富雅之  | 福富雅之  | 4:23  |
| 7.        | 「雨上がりSunny Drops」      | こだまさおり | 高田暁    | 高田暁    | 4:53  |
| 8.        | 「MIRACLE RUSH」             | こだまさおり | 山口朗彦  | 山口朗彦  | 4:05  |
| 9.        | 「初恋EVOLUTION」            | こだまさおり | 高田暁    | 高田暁    | 4:41  |
| 10.       | 「TSU・BA・SA」              | こだまさおり | 山口朗彦  | 山口朗彦  | 3:47  |
| 11.       | 「Blue Moon Dream」          | 松井洋平     | 白戸佑輔  | 白戸佑輔  | 4:30  |
| 12.       | 「わがままバディー」         | 深青結希     | 若林充    | 若林充    | 4:54  |
| 合計時間: | 合計時間:                    | 合計時間:    | 合計時間: | 合計時間: | 50:05 |